# Municipio de Chaudoin
El municipio de Chaudoin (en inglés: Chaudoin Township) es un municipio ubicado en el condado de Perkins en el estado estadounidense de Dakota del Sur. En el año 2010 tenía una población de 18 habitantes y una densidad poblacional de 0,19 personas por km².

## Geografía
El municipio de Chaudoin se encuentra ubicado en las coordenadas 45°14′58″N 102°23′3″O / 45.24944, -102.38417. Según la Oficina del Censo de los Estados Unidos, el municipio tiene una superficie total de 93.55 km², de la cual 93,37 km² corresponden a tierra firme y (0,19 %) 0,17 km² es agua.

## Demografía
Según el censo de 2010, había 18 personas residiendo en el municipio de Chaudoin. La densidad de población era de 0,19 hab./km². De los 18 habitantes, el municipio de Chaudoin estaba compuesto por el 94,44 % blancos, el 5,56 % eran de otras razas. Del total de la población el 5,56 % eran hispanos o latinos de cualquier raza.